# Померој (Пенсилванија)
Померој (енгл. Pomeroy) насељено је место без административног статуса у америчкој савезној држави Пенсилванија.

## Демографија
По попису из 2010. године број становника је 401.
| Група             | 2000.    | 2010.       |
| Белци             | 0 (0,0%) | 334 (83,3%) |
| Афроамериканци    | 0 (0,0%) | 22 (5,5%)   |
| Азијати           | 0 (0,0%) | 8 (2,0%)    |
| Хиспаноамериканци | 0 (0,0%) | 29 (7,2%)   |
| Укупно            | 0        | 401         |